# Bělský Les
Bělský Les – jedna z 37 części miasta statutarnego Ostrawy, stolicy kraju morawsko-śląskiego, we wschodnich Czechach, tworzy część obwodu miejskiego Ostrava-Jih. Znajduje się w granicach dwóch gmin katastralnych: Dubina u Ostravy (część południowa) i Hrabůvka (część północna). Populacja w 2001 wynosiła 8355 osób, zaś w 2012 odnotowano 139 adresów.
Nazwa pochodzi od lasu na skraju którego mieści się osiedle. Las ten ma obecnie ok. 160 ha, od roku 1272 należał do miejscowości Stará Bělá, a w 1653 zakupiła je ołomuniecka kapituła. Pod koniec XVIII wieku zaczęto las wykarczowywać. W 1931 zakupiło je miasto Morawska Ostrawa, które w 1935 wybudowało tu ujęcie wody pitnej. Po drugiej wojnie światowej postanowiono wybudować tu wzorowe osiedle Ostrawy. Planowano je na 80 ha, miało zapewnić mieszkania dla 7600 osób. Zrealizowano je częściowo w postaci jednolitych dwu- i trzypiętrowych domów w stylu funkcjonalistycznym.